# San Miguel de Cumbicus
San Miguel de Cumbicus es un caserío peruano ubicado en el distrito de Huancabamba, perteneciente a la provincia homónima del departamento de Piura, al norte del Perú. 

## Ubicación
San Miguel de Cumbicus se ubica al noreste de la provincia de Huancabamba, en el distrito de Huancabamba, en el departamento de Piura.

## Demografía
En 2017 San Miguel de Cumbicus tenía una población de 252 habitantes.
| Gráfica de evolución demográfica de San Miguel de Cumbicus entre 1993 y 2017 |
|                                                                              |
| Fuentes: Población 1993 y 2017                                               |